# موش‌های خرچنگ‌خوار
موش‌های خرچنگ‌خوار (نام علمی: Ichthyomys) نام یک سرده از زیرخانواده سینی‌دندانیان است.